# Porte de Saint-Jean
Pour les articles homonymes, voir Porte Saint-Jean.
La porte de Saint-Jean est une cluse de France située dans les Alpes-de-Haute-Provence, entre les gorges du Verdon au sud-ouest et Castellane au nord-est, sur le cours du Verdon. Le défilé est emprunté par la route départementale 952 dont une partie de la voie est taillée dans le rocher dont le plafond est en encorbellement au-dessus de la route. Elle tient son nom de la chapelle Saint-Jean érigée en rive droite, au nord, à plus de 300 mètres au-dessus des flots ; la chapelle Saint-Étienne se trouve quant à elle en rive gauche, au sud, à près de 600 mètres au-dessus de la rivière.